# Steinkiste am Waldkater
Die Steinkiste am Waldkater ist eine kleine Steinkiste der endneolithischen Glockenbecherkultur (2500–2200 v. Chr.) am Rand der Dölauer Heide in Halle (Saale) in Sachsen-Anhalt. Sie wurde 1930 bei Aufforstungsarbeiten entdeckt und archäologisch untersucht.

## Lage
Die Steinkiste befindet sich am östlichen Rand der Dölauer Heide, etwa 70 m nordöstlich der namensgebenden Gaststätte „Waldkater“. In der näheren Umgebung gibt es zahlreiche weitere vorgeschichtliche Gräber. Aus der Dölauer Heide sind an mehreren Orten insgesamt 36 Grabhügel mit Bestattungen von verschiedenen Kulturen des Neolithikums und der frühen Bronzezeit bekannt. Etwa 750 m östlich der Steinkiste am Waldkater befindet sich der von einem Menhir bekrönte Grabhügel von Kröllwitz.

## Beschreibung

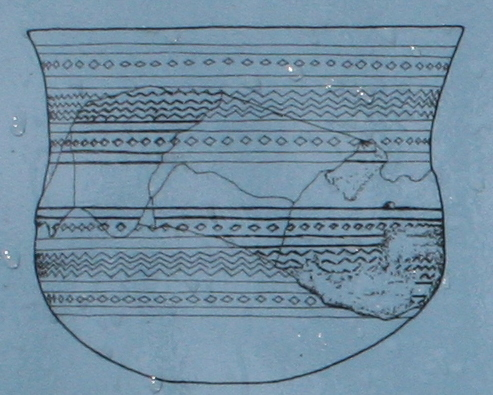
Glockenbecher aus der Steinkiste am Waldkater

Die Kiste hat eine Länge von 1,3 m und eine Breite von 0,9 m. Sie besaß zwei Decksteine und die Lücken zwischen den Steinplatten waren mit kleinen Steinen ausgefüllt und mit weißem Lehm verstrichen. Skelettreste wurden nicht gefunden; wegen der geringen Größe der Kiste dürfte der Tote in Hockerstellung beigesetzt worden sein. Von den Grabbeigaben waren einige verzierte Scherben eines Glockenbechers erhalten.